# Eye of the Beholder
"Eye of the Beholder" é uma canção da banda norte-americana de heavy metal Metallica, terceira faixa de seu álbum ...And Justice for All, de 1988.
Refere-se sobre as limitações da liberdade de expressão. O B-Side de Eye Of Beholder acompanha um cover da música "Breadfan".
Essa música não é tocada ao vivo desde 1989, mas sempre fez parte dos medleys das músicas do ...And Justice for All.
Em uma entrevista cedida ao Vulture em setembro de 2020 Lars Ulrich, baterista da banda afirmou não gostar dessa canção por soar "muito forçada".

## Covers
A banda In Flames gravou um cover de "Eye of the Beholder", no álbum "A Tribute to the Four Horseman", tributo gravado por vários artistas. Esta versão da canção também aparece na edição remasterizada do segundo álbum, In Flames, "Subterranean".
O cover da canção também apareceu em "Metallic Attack: Metallica - The Ultimate Tribute", álbum realizado por "Life After Death", banda formada por Phil Sandoval, após o desmembramento do Armored Saint.